# Yardımlı (distriktshuvudort)
Yardımlı (ryska: Ярдымлы) är en distriktshuvudort i Azerbajdzjan.   Den ligger i distriktet Jardymly, i den södra delen av landet, 220 km sydväst om huvudstaden Baku. Yardımlı ligger 726 meter över havet och antalet invånare är 4 004.
Terrängen runt Yardımlı är kuperad åt nordost, men åt sydväst är den bergig. Yardımlı ligger nere i en dal. Yardımlı är det största samhället i trakten. 
Omgivningarna runt Yardımlı är en mosaik av jordbruksmark och naturlig växtlighet. Runt Yardımlı är det ganska tätbefolkat, med 67 invånare per kvadratkilometer.